# Ugerløse Sogn
Ugerløse Sogn 
ist eine Kirchspielsgemeinde (dän.: Sogn)
auf der Insel Sjælland im südlichen Dänemark.
Bis 1970 gehörte sie zur Harde Merløse Herred im damaligen Holbæk Amt, danach zur Tølløse Kommune im Vestsjællands Amt, die im Zuge der  Kommunalreform zum 1. Januar 2007 in der Holbæk Kommune in der Region Sjælland aufgegangen ist.
Im Kirchspiel leben 1394 Einwohner, davon 910 im Kirchdorf (Stand: 1. Januar 2023).
Im Kirchspiel liegt die Kirche von Ugerløse.
Nachbargemeinden sind im Westen und Nordwesten Undløse-Søndersted Sogn, im Norden Kvanløse Sogn, im Osten Tølløse Sogn und im Südwesten Store Tåstrup Sogn, ferner in der südwestlich benachbarten Sorø Kommune Stenmagle Sogn.